# Pitchshifter
Pitchshifter é um banda musical de rock e metal industrial, formada em 1989 em Nottingham, Inglaterra.
As músicas do Pitchshifter têm sido utilizadas em grandes filmes, trailers e trilhas sonoras, como em Mortal Kombat (que rendeu à banda o seu primeiro Disco de Platina), Test Drive 5 e em filmes, como O Pagamento (Paycheck, estrelado por Ben Affleck e Uma Thurman, dirigido por John Woo), o clássico e culto O Corvo (The Crow) e o excêntrico Brainscan, suspense/ficção científica estrelado por Edward Furlong.

## Membros

### Fixos
- Jon "JS" Clayden – vocal (1989–atualmente), backing vocal (1989–1993)
- Mark D. Clayden – baixo (1989–atualmente), vocal (1989–1993)

### Ao vivo
- Dan Rayner – guitarra, backing vocal (2002–atualmente)
- Tim Rayner – guitarra rítmica (2003–atualmente)
- Simon Hutchby – bateria (2018–atualmente)

## Discografia
- Industrial (1991)
- Desensitized (1993)
- Remix War (1994)
- Infotainment? (1996)[1]
- www.pitchshifter.com (1998)[1]
- Deviant (2000)[1]
- PSI (2002)[1]